# Kommetjie
Kommetjie (mot afrikaans pour « petit bassin ») est un village balnéaire et une localité de la banlieue de la ville du Cap, en Afrique du Sud. 
Située sur la côte ouest de la péninsule du Cap, à l'extrémité de Chapman'speak drive et à proximité de Noordhoek, le village de Kommetjie loge autour d'une petite crique naturelle et rocheuse qui ressemble à un bassin. Longeant l'océan atlantique, le site est un endroit populaire pour le surf, sa plage de 8 km et connue pour son phare emblématique et ses langoustes.
La localité de Kommetjie est composé du village de Kommetjie, de 2 quartiers résidentiels (Imhofs Gift, Klein Slangkop) et d'un townhip (Ocean View).

## Localisation

Carte du village

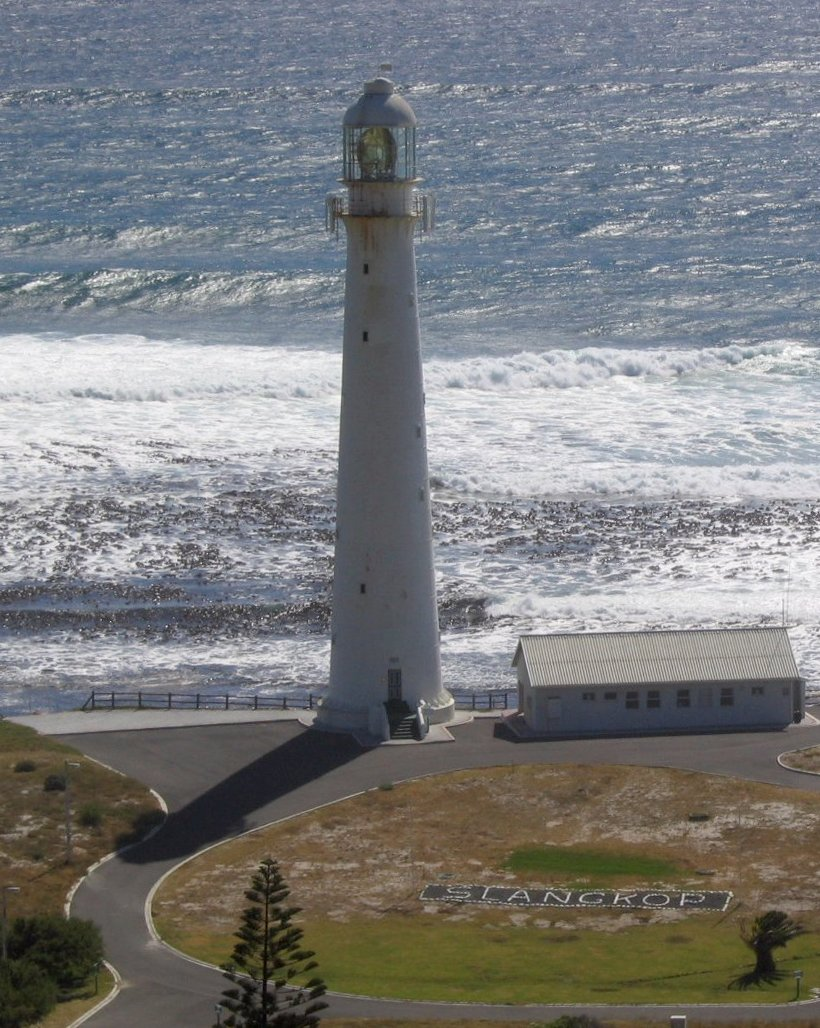
Le phare de Slangkop, près de Kommetjie, est opérationnel depuis 1919.

Kommetjie est située à 31 km au sud-ouest de la ville du Cap, sur la route du cap de Bonne-Espérance, via Chapman's Peak drive et la route M65.

## Démographie

### Localité de Kommetjie
Divisé en 4 quartiers (Imhofs Gift, Klein Slangkop, le village de Kommetjie, et Ocean View), la localité de Kommetjie compte dans son ensemble 16 911 résidents (selon le recensement de 2011), principalement issus de la communauté des coloured (74,51 %). Les blancs représentent 17,75 % des résidents et les noirs près de 6,09 % des habitants.
Les habitants sont à 48,44 % de langue maternelle afrikaans et à 47,84 % de langue anglaise. 
La majorité des résidents de la localité de Kommetjie habite le township de Ocean View (13 569 habitants) et sont coloureds (91,38 %).

### Village de Kommetjie
Les habitants du village même de Kommetjie (2 435 habitants) sont essentiellement blancs (92,11 %) tout comme ceux des quartiers résidentiels de Imhofs Gift (604 habitants) et de Klein Slangkop (303 habitants) (respectivement à 74,50 % et à 90,43 %) ,,.

## Historique
Le bassin sur lequel est aujourd'hui situé Kommetjie a été utilisé comme un piège à poissons durant la préhistoire. Les Khoïsan ont notamment occupé la région il y a plus de 2 000 ans. 
L'histoire de Kommetjie s'accélère avec les Européens au XVIIIe siècle. En 1743, Christina Diemer, une fermière d'origine hollandaise, petite fille d'un soldat de la compagnie néerlandaise des Indes orientales, acquiert des droits de pâturage sur le site de l'actuel Kommetjie. Ces droits lui sont accordés par le baron Gustav Wilhelm von Imhoff, alors commissaire extraordinaire de la Compagnie hollandaise des Indes orientales, responsable de la colonie du Cap. Christina Diemer reçoit notamment deux lopins de terre, l'un appelé « Kommetjie » et un autre appelé « Noordhoek ». Ces terrains lui sont accordés sous condition qu'elle y cultive des légumes pour alimenter en produits frais les navires à l'ancre dans la baie de Simon. La ferme réunissant Kommetjic et Noordhoek prend le nom de Slangkop puis plus tard celui de Imhoff's Gift Farm.
En 1902, le domaine de Kommetjie est partiellement racheté par un promoteur immobilier qui commence à y construire des maisons fondant l'actuel village de Kommetjie en bord de l'océan.
Les townships voisins d'Ocean View et de Masiphumelele ont été créés durant l'apartheid pour les populations métis et noires. Bien que géographiquement distinct du village, le township d'Ocean View a été rattaché administrativement au village de Kommetjie pour former l'actuelle localité, rattachée en 2000 à la métropole du Cap.

## Politique
Depuis la refondation de la municipalité du Cap en 2000, Kommetjie est située dans le 19e arrondissement (sub council 19) et se partage entre le ward no 69 (Noordhoek - Sunnydale - Sunvalley - Fish Hoek - Capri - Kommetjie (secteurs de Imhoff's Gift et Heron Park) et le ward no 71 (Ocean View - Misty Cliffs - Scarborough - Smitswinkelbaai - Simon's Town - Castle Rock - Kommetjie - Glencairn), tous deux dominés par l'Alliance démocratique.

## Personnalités liées à la ville
1. Alice Phoebe Lou (1993-), chanteuse sud-africaine, y est née.